# Асенова крепост
Асеновата крепост е средновековна крепост с укрепената църква „Света Богородица Петричка“. Намира се в планината Родопи на 2 km от Асеновград, България.
Крепостта е съществувала още по времето на траките, преустроена е от Византия през IX век, за да охранява вратата на Беломорския проход и да осигури византийската граница в този край. Първите писмени сведения за крепостта са от XI век и са получени от устава на тогава построения Бачковски манастир. От тези сведения се вижда, че Асеновата крепост е притежавала собствена охрана и администрация. Превземана е от кръстоносците по времето на Четвъртия кръстоносен поход. Крепостта съществува до 1410 г., когато е разрушена от османски войски.
Наречена е на цар Иван Асен II, който през 1231 г. прави редица поправки по нея с цел заздравяването ѝ. Издълбаният в една скала на крепостта надпис свидетелства за това:
| „ | В лето 6739 (1231) индикт четвърти от бога въздигнатий цар Асен на българи, гърци и други страни постави Алекси Севаста и изгради този град. | “ |

В случая `алекси` не е име на човек, а е по смисъл на защитник, каквото означава и в превод. Севаст е титла на управители на области (хори) или на по-малки административни единици, включени в областите. Мнозина автори приемат, че в средновековна България терминът севаст има различно значение в отделни случаи и освен че е свързан с изпълнението на определени административни функции, може да представлява само благородническа титла.
Твърдината е сред Стоте национални туристически обекта. Обявена е за национален паметник на културата. Отворена е целогодишно за посещения, има печат.
- Църквата в началото на XX век
- Църква „Света Богородица Петричка“
- Църквата днес
- Част от крепостните стени
- Надписът на цар Иван Асен II
- Музеят в Асеновата крепост
- Върхът на крепостта
- Скалата, върху която е изградена крепостта

## Други
На Асеновата крепост е наречена улица в София (Карта).